# Aconitum qianxiense
Aconitum qianxiense är en ranunkelväxtart som beskrevs av Wen Tsai Wang. Aconitum qianxiense ingår i släktet stormhattar, och familjen ranunkelväxter. Inga underarter finns listade i Catalogue of Life.